# Młyn w Dobieszkowie
Młyn w Dobieszkowie – młyn zbożowy nad Młynówką wybudowany w 1957 r. w Dobieszkowie, w powiecie zgierskim, w województwie łódzkim.

## Historia miejsca
Młyny wodne w tej lokalizacji nad Młynówką w dorzeczu Moszczenicy były wymieniane w źródłach od XVI w. Zachowało się wspomnienie o młynie dworskim w Dobieszkowie spalonym w okresie powstania styczniowego (być może podczas bitwy pod Dobrą). W miejscu po spalonym młynie wybudowany został kolejny młyn, jako drewniany budynek parterowy, usytuowany częściowo na palach nad wodą (część produkcyjna), a częściowo na stałym lądzie (część mieszkalna). Pod koniec XIX w. przeszedł dużą przebudowę, w wyniku której został podwyższony o jedno piętro. Był to młyn typu gospodarczego, pracujący na potrzeby okolicznych mieszkańców, zasilany początkowo kołem wodnym nasiębiernym, następnie turbiną wodną. Jego moc przemiałowa w okresie międzywojennym szacowana była na 1,5-1,8 t zboża na dobę. W okresie II wojny światowej został unieruchomiony. W okresie powojennym był użytkowany przez działający w Dobieszkowie zakład specjalizujący się w gumowaniu tkanin. 

## Obecny młyn
W 1957 r. w miejscu po zniszczonym budynku młyna wybudowano nowy młyn: do wysokości pierwszego piętra murowany z cegły. Drugie piętro (obecnie zapadnięte) - drewniane, oszalowane deskami. Młyn był poruszany silnikiem elektrycznym. W okresie PRL stanowił własność prywatną. W 2024 r. jest nieczynny i niezagospodarowany.